# Ariela Barer
Ariela Barer (ur. 14 października 1998) – amerykańska aktorka. W latach 2017–2019 grała Gert Yorkes w serialu Runaways, a w 2021 roku Ziggie w serialu Rebel.

## Filmografia
| Rok       | Tytuł                                   | Rola              | Uwagi              | Przypis |
| --------- | --------------------------------------- | ----------------- | ------------------ | ------- |
| 2008      | Ostry dyżur                             | Jasmine Escalante | Serial telewizyjny | [ 2 ]   |
| 2008      | 90210                                   | Rana Shirazi      | Serial telewizyjny | [ 2 ]   |
| 2009      | Agenci miłości                          | Wendy             | Serial telewizyjny | [ 3 ]   |
| 2009      | Trawka                                  | Scout             | Serial telewizyjny | [ 1 ]   |
| 2009      | An American Girl: Chrissa Stands Strong | Sonali Matthews   | Film               | [ 3 ]   |
| 2009      | Stellina Blue                           | Kamand            | Film               | [ 1 ]   |
| 2011      | All Kids Count                          | Maria             | Film               | [ 3 ]   |
| 2011      | Keenan’s Crush                          | Samantha          | Serial telewizyjny | [ 2 ]   |
| 2012      | Jess i chłopaki                         | Cece              | Serial telewizyjny | [ 1 ]   |
| 2013      | King John                               | Sofie             | Film               | [ 3 ]   |
| 2014      | Współczesna rodzina                     | Sophie            | Serial telewizyjny | [ 1 ]   |
| 2014      | To nie ja                               | Megan             | Serial telewizyjny | [ 3 ]   |
| 2015      | Liv i Maddie                            | Shayna            | Serial telewizyjny | [ 3 ]   |
| 2016      | K.C. nastoletnia agentka                | Alexis McCreery   | Serial telewizyjny | [ 3 ]   |
| 2017      | One Day at a Time                       | Carmen            | Serial telewizyjny | [ 2 ]   |
| 2017–2018 | Atypowy                                 | Bailey Bennett    | Serial telewizyjny | [ 2 ]   |
| 2017–2019 | Runaways                                | Gert Yorkes       | Serial telewizyjny | [ 4 ]   |
| 2018      | Ladyworld                               | Olivia            | Film               | [ 1 ]   |
| 2020      | Chirurdzy                               | Paula             | Serial telewizyjny | [ 1 ]   |
| 2021      | Rebel                                   | Ziggie            | Serial telewizyjny | [ 1 ]   |
| 2021      | Saved by the Bell                       | Chloe             | Serial telewizyjny | [ 5 ]   |
| 2021      | The Ultimate Playlist of Noise          | Sarah             | Film               | [ 1 ]   |
| 2021      | Disfluency                              | Lacey             | Film               | [ 1 ]   |